# Falkenstein (Basse-Autriche)
Pour les articles homonymes, voir Falkenstein.
Falkenstein est une commune autrichienne du district de Mistelbach en Basse-Autriche. À proximité du village se trouvent les ruines d'une forteresse du XIe siècle : le château de Falkenstein.